# District de Sorachi

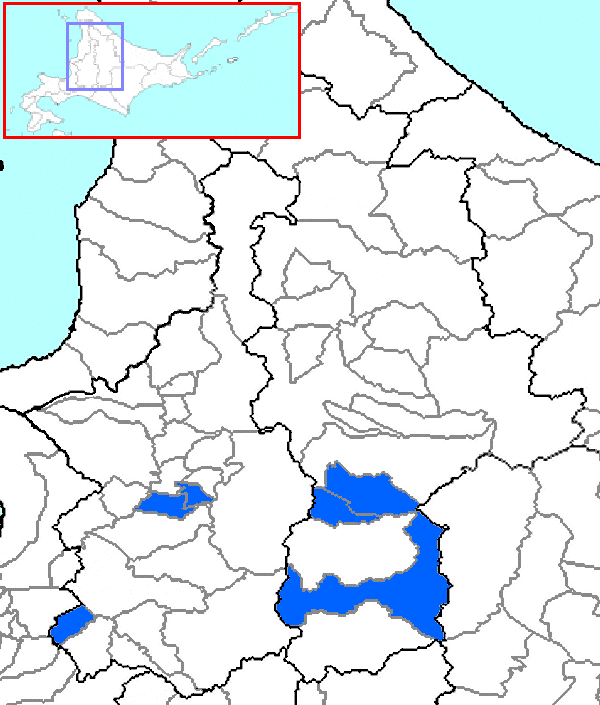
Emplacement du district de Sorachi dans les sous-préfectures de Sorachi et Kamikawa.

Le district de Sorachi (空知郡, Sorachi-gun) est un district des sous-préfectures de Sorachi et de Kamikawa, sur l'île de Hokkaidō, au Japon.

## Géographie

### Démographie
Au 31 mars 2015, la population du district de Sorachi était estimée à 36 329 habitants répartis sur une superficie de 1 220,8 km2 (densité de population d'environ 30 hab./km2).

### Divisions administratives

#### Bourgs
- Sous-préfecture de Sorachi :
  - Kamisunagawa ;
  - Naie ;
  - Nanporo.
- Sous-préfecture de Kamikawa :
  - Kamifurano ;
  - Minamifurano ;
  - Nakafurano.